# Kazimierz Kordylewski
Kazimierz Kordylewski (nacido el 11 de octubre de 1903 en Poznań-11 de marzo de 1981 en Cracovia, Polonia) fue un astrónomo polaco.
En 1956, afirmó el descubrimiento de las nubes de Kordylewski, grandes concentraciones transitorias de polvo en los puntos de Lagrange del sistema Tierra-Luna, cuya existencia se confirmó en octubre de 2018.
Estudió en la Universidad de Poznań y en la Universidad Jagellónica, y obtuvo el doctorado en 1932.